# Sanjing (sockenhuvudort i Kina, Hunan Sheng, lat 25,79, long 112,21)
Sanjing (kinesiska: 三井) är en sockenhuvudort i Kina. Den ligger i provinsen Hunan, i den södra delen av landet, omkring 280 kilometer söder om provinshuvudstaden Changsha. Antalet invånare är 10 955. Befolkningen består av 5 197 kvinnor och 5 758 män. Barn under 15 år utgör 20,0 %, vuxna 15-64 år 69 %, och äldre över 65 år 10,0 %.
Runt Sanjing är det tätbefolkat, med 427 invånare per kvadratkilometer. Närmaste större samhälle är Longquan, 12,2 km norr om Sanjing. I omgivningarna runt Sanjing växer huvudsakligen savannskog.
Genomsnittlig årsnederbörd är 1 888 millimeter. Den regnigaste månaden är augusti, med i genomsnitt 273 mm nederbörd, och den torraste är oktober, med 37 mm nederbörd.